# جيراردو دانيال رويز
جيراردو دانيال رويز (بالإسبانية: Gerardo Daniel Ruiz)‏ (5 سبتمبر 1985 بمدينة مكسيكو في المكسيك - ) هو لاعب كرة قدم مكسيكي في مركز حراسة المرمى. لعب مع أتلانتي إف سي ونادي تشياباس وAtlante UTN Potros Neza ‏.

## وصلات خارجية
- جيراردو دانيال رويز على موقع قاعدة بيانات كرة القدم.إي يو (الإنجليزية)
- جيراردو دانيال رويز على موقع Soccerway.com (الإنجليزية)